# La Main (film, 1969)
Pour les articles homonymes, voir La Main (homonymie).
Pour plus de détails, voir Fiche technique et Distribution.
La Main est un film franco--italien réalisé par Henri Glaeser, sorti en 1969.

## Synopsis
Un scénariste Philippe (Duchaussoy) imagine un crime commis par son épouse Sylvie (Delon) et un ami commun Pierre (Serre) : la scène se passe dans une galerie d'art. Un cadavre est retrouvé dans une malle avec la main qui pend à l'extérieur. La main est coupée. Pierre se débarrasse du corps et Sylvie se charge de la main mais n'arrive pas à s'en défaire car elle a l'impression d'être constamment surveillée. Sylvie et Pierre deviennent amants, le danger plane et le meurtre imaginaire est sur le chemin de s'avérer prophétique...

## Fiche technique
- Titre : La Main
- Réalisateur : Henri Glaeser
- Scénario : Henri Glaeser
- Dialogues : Henri Glaeser et Paul Parisot
- Photographie : Sacha Vierny
- Décors : Roland Berthon
- Musique : Pierre Jansen
- Sociétés de production :  PECF (Productions et éditions cinématographiques françaises) - Produzione Intercontinentale Cinematografica - Production générale de films - Films Oniris
- Pays d'origine :  France |  Italie
- Langue : Français
- Tournage : du 2 juin 1969 au 19 juillet 1969
- Genre : Thriller psychologique
- Durée : 82 minutes
- Date de sortie : 17 décembre 1969

## Distribution
- Nathalie Delon : Sylvie
- Michel Duchaussoy : Philippe
- Henri Serre : Pierre
- Roger Hanin : l'inspecteur - le producteur
- Pierre Dux : le chiffonnier - le psychanalyste
- Éléonore Hirt : la mère
- Pino Caruso : Marco
- Hélène Vallier